# Amblyomma pseudoconcolor
Amblyomma pseudoconcolor é uma espécie de carrapato, com distribuição geográfica restrita à região neotropical: ocorre desde o norte da Argentina, e leste da América do Sul, desde o Uruguai até o Suriname. Apesar de geralmente parasitar animais silvestres, principalmente tatus, foi reportada a presença em animais domésticos, como o cavalo. Também parasita o tamanduá-bandeira.